# Émilie Charmy
Émilie Espérance Barret, conhecida pelo nome artístico de Émilie Charmy (Saint-Etienne, 2 de abril de 1878 — Paris, 7 de junho de 1974) foi uma pintora vanguardista francesa. Suas obras são ligadas ao impressionismo, ao pós-impressionismo e ao fauvismo. Trabalhou intimamente com artistas do fauvismo, como Henri Matisse, e expôs seus trabalhos em Paris, geralmente com Berthe Weill.
Tornou-se artista mesmo contra as regras exigidas para as mulheres na França de sua época, tornando-se uma pintora famosa e bastante respeitada pelos colegas. Pintou natureza morta, paisagens, figuras e muitos nus femininos, algo muito raro para uma artista de seu tempo. Seus primeiros trabalhos possuem clara influência impressionista e pós-impressionista. Com o passar dos anos, ela desenvolveu um estilo mais fauvista e da Escola de Paris. 

## Vida pessoal
Émilie nasceu em 2 de abril de 1878 em Saint-Etienne. Seu avô foi o bispo de Toulouse e seu pai era dono de uma fundição. Émilie tinha dois irmãos mais velhos, um deles morreu devido à apendicite. Órfã aos 14 anos, ela e seu irmão Jean Barret foram morar com parentes em Lyon. Demonstrando um nato talento para as artes e para a música, Émilie começou a estudar com Jacques Martin por influência do irmão, que a colocou em seu longo caminho pelo mundo das artes.

## Carreira
Émilie estudou em uma escola católica e ao se formar recebeu a licenciatura, que era o limite da época para a educação superior das mulheres. Recusando vários empregos para ser professora no início dos anos 1890, ela começou a estudar no estúdio de Jacques Martin, em um momento crítico para o desenvolvimento de sua carreira. Jacques conhecia muitos artistas em Lyon que se tornaram fundamentais para inspirar o estilo de Émilie. Foi por volta dessa época que ela também adotou seu pseudônimo. 
Em 1912, ela conheceu o pintor George Bouche e juntos eles tiveram um filho, Edmond, que nasceu em 1915. Eles se casaram apenas em 1935. George morreu em 1941 e durante a Segunda Guerra Mundial Émilie e seu filho foram morar em Marnat, em isolamento. Com o fim da guerra, ela retornou a Paris, mas muitos artistas que ela conhecia não mais moravam na cidade. Ela também passou a exibir menos seu trabalho com o fim da guerra.

## Morte
Émilie faleceu em 7 de junho de 1974, em Paris. 